# Торањ на Дајбабској Гори
Торањ на Дајбабској Гори јесте контролни торањ радио фреквенцијског спектра који се налази на Дајбабској гори, брду на југу Подгорице, главног града Црне Горе. Висок је 55 метара, а убрзо након отварања постао је једна од најпопуларнијих знаменитости и атракција града.

## Конструкција
Кулу је градила Агенција за електронске комуникације и поштанску дјелатност Црне Горе у периоду од 3 године, од 2008. до 2011. године. Цео пројекат је био праћен контроверзама, углавном око трошкова изградње од око 5 милиона евра. Кула је званично отворена 15. октобра 2011.